# Lycianthes asarifolia
Lycianthes asarifolia là loài thực vật có hoa trong họ Cà. Loài này được (Kunth & Bouché) Bitter mô tả khoa học đầu tiên năm 1919.